# Perry King
Pour les articles homonymes, voir King.
Perry King est un acteur et réalisateur américain, né le 30 avril 1948 à Alliance, dans l'Ohio (États-Unis). Révélé par ses rôles ambigus (Possession meurtrière, Mandingo), il est connu sur le petit écran pour avoir interprété le personnage de Cody Allen dans la série américaine à succès Riptide.

## Biographie

### Famille et formation
Perry Firestone King est né à Alliance, en Ohio. Il est le quatrième fils d'une fratrie de cinq enfants.
Il a pour grand-père maternel Maxwell Perkins, un membre émérite de la maison d'édition Charles Scribner's Sons et éditeur de Ernest Hemingway, F. Scott Fitzgerald ou Thomas Wolfe. Par Perkins, King est également le descendant du sénateur américain William M. Evarts et de Roger Sherman, l'un des signataires de la déclaration d'indépendance.
King a obtenu un diplôme en art dramatique de l'Université Yale ; il a également étudié à Juilliard et au Stella Adler Studio of Acting.

### Révélation au cinéma et consécration à la télévision
Alors âgé de vingt-deux ans, King fait ses débuts sur grand écran dans l'adaptation du classique de SF antimilitariste Abattoir 5. Le film sort en 1972 et reçoit d'excellents retours, notamment de l'auteur Kurt Vonnegut qui voit en lui « une traduction impeccable de [son] roman ».
Il enchaîne sur le très controversé Possession meurtrière, considéré depuis comme l'aîné spirituel de L'exorciste, où il incarne un jeune homme instable et violent supposément possédé par un tueur en série.
Trois ans plus tard, il incarne Hammond Maxwell dans un autre film à la réputation sulfureuse : Mandingo. Le scandale est tel que le film est vite retiré des salles, avant d'être reconsidéré une décennie plus tard. Mandingo compte aujourd'hui parmi les prestations les plus marquantes de King.
En 1975, il est nommé aux Golden Apple Awards dans la catégorie Nouvelle star masculine de l'année.
A la fin des années 1970, il fait partie des finalistes pour incarner Han Solo dans Star Wars mais le rôle est finalement dévolu à Harrison Ford. Il incarnera cependant le personnage dans les adaptations radio de Star Wars et les deux suites qui en découleront.
Le début des années 80 lui offre un autre rôle choc : celui d'Andrew Norris dans Class 1984, un long-métrage interdit aux moins de dix-huit ans qui narre la confrontation entre une bande d'élèves psychopathes et leur professeur.
En 1984, King est nommé aux Golden Globe pour sa prestation dans le téléfilm The Hasty Heart, un remake du film éponyme sorti en 1949. Cette même année, il décroche le rôle de Cody Allen dans la série Riptide, son plus grand succès commercial.

### Passage derrière la caméra
En 2018, il réalise son premier long-métrage, scénarisé par Jana F. Brown, dans lequel il tient par ailleurs l'un des rôles principaux. Son western crépusculaire et intimiste The Divide est bien accueilli dans les festivals : il remporte plusieurs prix parmi lesquels le Prix spécial du jury pour la meilleure performance au Arizona International Film Festival, Meilleur long métrage au Albuquerque Film & Music Experience, le Silver Award au International Independent Film Awards, Meilleur western au Los Angeles Film Awards, Meilleur western au WorldFest Houston ou encore Meilleur film étranger et Meilleur premier film au London Independent Film Awards.

## Vie privée et hobby
Marié et divorcé deux fois, King a deux filles et une petite-fille.
Grand amateur de moto, l'acteur a présenté sa passion dans l'émission California's Gold de Huell Howser, où il a parlé de sa collection de motos et de side-cars. En décembre 2008, l'American Motorcyclist Association a intégré King à son conseil d'administration.

## Filmographie

### Cinéma

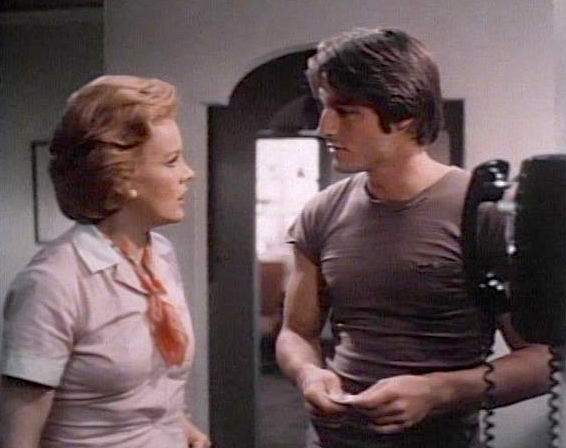
Carroll Baker et Perry King dans Andy Warhol's Bad.

- 1972 : Abattoir 5 (Slaughterhouse-Five) de George Roy Hill : Robert Pilgrim
- 1972 : Possession meurtrière (The Possession of Joel Delaney) de Waris Hussein : Joel Delaney
- 1974 : Les Mains dans les poches (The Lords of Flatbush) de Martin Davidson et Stephen F. Verona : Chico Tyrell
- 1975 : The Wild Party de James Ivory : Dale Sword
- 1975 : Mandingo de Richard Fleischer : Hammond Maxwell
- 1976 : Viol et Châtiment (Lipstick) de Lamont Johnson : Steve Edison
- 1977 : Andy Warhol's Bad : L.T.
- 1977 : Bande de flics (The Choirboys) de Robert Aldrich : Baxter Slate
- 1978 : A Different Story (en) de Paul Aaron : Albert Walreavens
- 1979 : L'Exterminateur (Search and Destroy) de William Fruet : Kip Moore
- 1982 : Class 1984 (Class of 1984) de Mark Lester : Andrew Norris
- 1982 : Un tueur dans la ville (The Clairvoyant) de Armand Mastroianni : Paul McCormack
- 1991 : Dans la peau d'une blonde (Switch) de Blake Edwards : Steve Brooks
- 1998 : The Adventures of Ragtime de William Byron Hillman : Jerry Blue
- 1999 : Un meurtre parfait (Her Married Lover) de Roxanne Messina Captor : Richard Mannhart
- 2004 : Le Jour d'après (The Day After Tomorrow) de Roland Emmerich : President Blake
- 2004 : The Discontents de Andrew Jackson : John Walker
- 2012 : Hatfields and McCoys: Bad Blood : Ran'l McCoy
- 2014 : Delusional de Cammie Pavesic : Dr. Daniel Gallagher
- 2020 : The Divide de Perry King : Sam Kincaid

### Télévision
- 1973 : Deadly Visitor (téléfilm)
- 1973 : Médecins d'aujourd'hui (Medical Center) (série télévisée) : Wilson
- 1974 : Cannon (série télévisée) : Steve Danvers
- 1974 : Hawaï police d'État (série télévisée - S0616 Les Naufragés de la dernière vague) : Jay Farraday
- 1975 : Foster and Laurie (téléfilm) : 'Rocco Laurie
- 1976 : Captains and the Kings (feuilleton TV) : Rory Armagh
- 1977 : The Hemingway Play (téléfilm)
- 1977 : Aspen (feuilleton TV) : Lee Bishop
- 1979 : The Cracker Factory (téléfilm) : Dr. Edwin Alexander
- 1979 : Love's Savage Fury (téléfilm) : Col. Zachary Willis
- 1979 : The Last Convertible (feuilleton TV) : Russ Currier
- 1980 : City in Fear (téléfilm) : Lt. John Armstrong
- 1981 : Inmates: A Love Story (téléfilm) : Roy Matson
- 1981 : Golden Gate (téléfilm) : Jordan Kingsley
- 1982 : The Quest (série télévisée) : Dan Underwood
- 1983 : The Hasty Heart (téléfilm) : Yank
- 1984 - 1986 : Riptide (série télévisée) : Cody Allen
- 1984 : Helen Keller: The Miracle Continues (téléfilm) : John Macy
- 1986 : Stranded (téléfilm) : Nick MacKenzie
- 1987 : À nous deux, Manhattan (I'll Take Manhattan) (feuilleton TV) : Cutter Amberville
- 1988 : The Man Who Lived at the Ritz (téléfilm)
- 1988 : Perfect People (téléfilm) : Ken Laxton
- 1988 : Shakedown on the Sunset Strip (téléfilm) : Charles Stoker
- 1988 : Disaster at Silo 7 (téléfilm) : Maj. Hicks
- 1989 : L'amour ruiné (Roxanne: The Prize Pulitzer) (téléfilm) : Herbert 'Peter' Pulitzer
- 1990 : The Knife and Gun Club (téléfilm) : Dr. Matt Haley
- 1990 : Kaléidoscope (Kaleidoscope) (série télévisée) : John Chapman
- 1990 : Cacciatori di navi (téléfilm) : Phillip Asherton
- 1992 : A Cry in the Night (téléfilm) : Erich
- 1992 : Something to Live for: The Alison Gertz Story (téléfilm) : Mark
- 1993 : Almost Home (série télévisée) : Brian Morgan
- 1993 : Les contes de la crypte (Tales of Crypt) (série télévisée) : Roger
- 1993 : Country Estates (téléfilm) : Sheriff Kurt Morgan
- 1993 : The Trouble with Larry (série télévisée) : Boyd Flatt
- 1993 : A Stranger in the Mirror (téléfilm) : Toby Temple
- 1993 : Jericho Fever (téléfilm) : Michael Whitney
- 1994 : Good King Wenceslas (téléfilm) : Tunna
- 1994 : Un mari de trop (She Led Two Lives) (téléfilm) : Jeffrey Madison
- 1995 : L'Homme à la Rolls (Burke's Law) (série télévisée) : Richard Moss
- 1995 : Au-delà du réel : l'aventure continue (The Outer Limits) (série télévisée) : Sénateur Richard Adams (Épisode 1.21 : Un sénateur venu d'ailleurs).
- 1995 : Melrose Place (série télévisée) : Hayley Armstrong
- 1996 : Panique sur le vol 285 (Hijacked: Flight 285) (téléfilm) : Frank Layton
- 1996 : Le Visage du mal (Face of Evil) (téléfilm) : Russell Polk
- 1997 : Une seconde chance : Larry Kellum
- 1998 : Un homme pour la vie (The Cowboy and the Movie Star) (téléfilm) : Clint Brannan
- 1998 : The Sentinel (série télévisée) : William Ellison
- 2000 : Will et Grace (série télévisée) : John Marshall
- 2000 : Titans (série télévisée) : Richard Williams
- 2001 : Mariage mortel (The Perfect Wife) (téléfilm) : Dr. Robert Steward
- 2002 : Another Pretty Face (téléfilm) : Michael
- 2002 : Spin City (série télévisée) : Tom Crandall
- 2004 : L'Enfant inconnu (Stranger at the Door) (téléfilm) : Greg Norris
- 2004 : Ève (série télévisée) : Jackson
- 2005 : L'ombre d'une rivale (The Perfect Neighbour) (téléfilm) : William Costigan
- 2005 : Un foyer pour l'amour (Home for the Holidays) (téléfilm) : Cooper
- 2006 : FBI : Portés disparus (Without a Trace) (série télévisée) : Walter Mulligan
- 2007 : Cold Case : Affaires classées (série télévisée) : Stan Williams
- 2007 : Brothers & Sisters (série télévisée) : Curtis Jones
- 2007 : Une sœur dangereuse (Framed for Murder) (TV) : Jason
- 2012 : Mentalist (série télévisée) saison 4, épisode 17 : Greg Bauer
- 2016 : Descente en eaux troubles : Sheriff

### Réalisateur
- 1984 : Riptide (série télévisée)
- 2020 : The Divide

## Voix françaises
- Patrick Poivey dans : 
  - Riptide
  - Titans
  - Mariage mortel
  - Une sœur dangereuse
- Bernard Woringer dans :
  - Un meurtre parfait
  - Melrose Place
  - Un homme pour la vie
- Bernard Murat dans Abattoir 5
- François Leccia dans Les Mains dans les poches
- Mike Marshall dans The Wild Party
- Michel Creton dans Bande de flics
- Jacques Thébault dans L'Exterminateur
- Jean Roche dans Class 1984
- Jean-Luc Kayser dans À nous deux, Manhattan
- Yves-Marie Maurin[9] dans Dans la peau d'une blonde
- Alain Dorval dans Un mari de trop
- François Jaubert dans Le Jour d'après
- Guy Chapellier[9] dans Au péril de ma vie
- Patrice Baudrier[9]  dans Une seconde chance
- Jean-Claude Montalban dans Spin City
- Jean-François Kopf[9] dans Big Love
- Hervé Jolly dans Descente en eaux troubles